# Riberalta

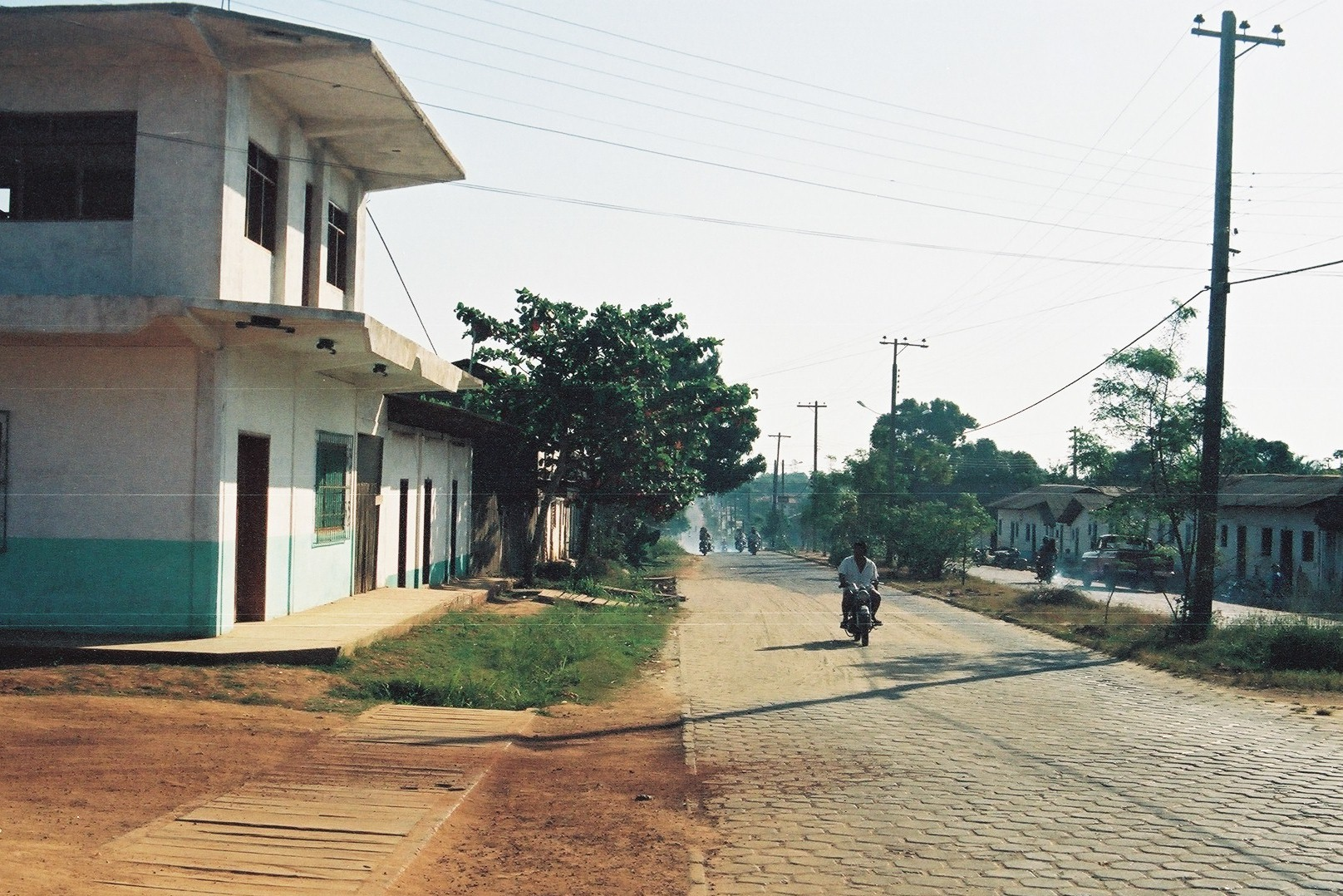
En gata i Riberalta.

Riberalta är huvudstad i provinsen Vaca Diéz i departementet Beni i Bolivia, och har en beräknad folkmängd av 82 759 invånare (2008). Den ligger i Amazonas flodområde och är den näst största staden i Beni efter Trinidad. Staden är en stor producent av mandel. Namnet kommer av att den ligger i den högre terrängen efter floden Benis sträckning.
Staden har en flygplats. 